# UCIワールドツアー2021
UCIワールドツアー2021（UCI World Tour 2021）は、UCIワールドツアーの2021年におけるシリーズ 。前年から続く新型コロナウイルス感染症の流行により、例年ならシーズン序盤にオーストラリアで行われるツアー・ダウンアンダーとカデル・エヴァンス・グレートオーシャン・ロードレースは開催が見送られたほか、4月11日開催予定だったパリ〜ルーベと5月1日のエシュボルン＝フランクフルトは秋へと延期になった。この他プルデンシャル・ライドロンドン＝サリー・クラシックも開催されず全33レースの予定であった。その後6月になってカナダの2レースグランプリ・シクリスト・ド・ケベックとグランプリ・シクリスト・ド・モンレアルの中止が決まり、8月になってサイクラシックス・ハンブルクとツアー・オブ・広西の中止が決まり、全29レースとなる。

## 参加チーム
- AG2R・シトロエン・チーム (ACT)  フランス
- アスタナ・プレミアテック (APT)  カザフスタン
- バーレーン・ヴィクトリアス (TBV)  バーレーン
- ボーラ＝ハンスグローエ (BOH)  ドイツ
- コフィディス (COF)  フランス
- ドゥクーニンク・クイックステップ (DQT)  ベルギー
- EFエデュケーション・NIPPO (EFN)  アメリカ合衆国
- グルパマ・FDJ (GFC)  フランス
- イネオス・グレナディアス (IGD)  イギリス
- アンテルマルシェ・ワンティ・ゴベール・マテリオ (IWG)  ベルギー
- イスラエル・スタートアップネーション (ISN)  イスラエル
- チーム・ユンボ・ヴィスマ (TJV)  オランダ
- ロット・ソウダル (LTS)  ベルギー
- モビスター・チーム (MOV)  スペイン
- チーム・バイクエクスチェンジ (BEX)  オーストラリア
- チームDSM (DSM)  ドイツ
- チーム・クベカ・アソス (TQA)  南アフリカ共和国
- トレック・セガフレード (TFS)  アメリカ合衆国
- UAE チーム・エミレーツ (UAD)  アラブ首長国連邦

## 日程
| 日程             | レース名                                         | 優勝者                         | 国籍           | 所属チーム                       |
| ---------------- | ------------------------------------------------ | ------------------------------ | -------------- | -------------------------------- |
| 2月21日〜2月27日 | UAEツアー                                        | タデイ・ポガチャル             | スロベニア     | UAEチーム・エミレーツ            |
| 2月27日          | オムロープ・ヘット・ニウスブラット               | ダヴィデ・バッレリーニ         | イタリア       | ドゥクーニンク・クイックステップ |
| 3月6日           | ストラーデ・ビアンケ                             | マチュー・ファン・デル・プール | オランダ       | アルペシン＝フェニックス         |
| 3月7日〜14日     | パリ〜ニース                                     | マクシミリアン・シャッハマン   | ドイツ         | ボーラ・ハンスグローエ           |
| 3月10日〜16日    | ティレーノ〜アドリアティコ                       | タデイ・ポガチャル             | スロベニア     | UAE チーム・エミレーツ           |
| 3月20日          | ミラノ〜サンレモ                                 | ヤスペル・ストゥイヴェン       | ベルギー       | トレック・セガフレード           |
| 3月24日          | オキシクリーン・クラシック・ブルッヘ〜デ・パンネ | サム・ベネット                 | アイルランド   | ドゥクーニンク・クイックステップ |
| 3月26日          | E3サクソバンク・クラシック                       | カスパー・アスグリーン         | デンマーク     | ドゥクーニンク・クイックステップ |
| 3月22日〜28日    | ボルタ・ア・カタルーニャ                         | アダム・イェーツ               | イギリス       | イネオス・グレナディアス         |
| 3月28日          | ヘント〜ウェヴェルヘム                           | ワウト・ファン・アールト       | ベルギー       | チーム・ユンボ・ヴィスマ         |
| 3月31日          | ドワルス・ドール・フラーンデレン                 | ディラン・ファン・バールレ     | オランダ       | イネオス・グレナディアス         |
| 4月4日           | ロンド・ファン・フラーンデレン                   | カスパー・アスグリーン         | デンマーク     | エレガント・クイックステップ     |
| 4月5日〜10日     | バスク一周                                       | プリモシュ・ログリッチ         | スロベニア     | チーム・ユンボ・ヴィスマ         |
| 4月18日          | アムステルゴールドレース                         | ワウト・ファン・アールト       | ベルギー       | チーム・ユンボ・ヴィスマ         |
| 4月21日          | フレッシュ・ワロンヌ                             | ジュリアン・アラフィリップ     | フランス       | ドゥクーニンク・クイックステップ |
| 4月25日          | リエージュ〜バストーニュ〜リエージュ             | タデイ・ポガチャル             | スロベニア     | UAE チーム・エミレーツ           |
| 4月27日〜5月2日  | ツール・ド・ロマンディ                           | ゲラント・トーマス             | イギリス       | イネオス・グレナディアス         |
| 5月8日〜5月30日  | ジロ・デ・イタリア                               | エガン・ベルナル               | コロンビア     | イネオス・グレナディアス         |
| 5月30日〜6月6日  | クリテリウム・デュ・ドフィネ                     | リッチー・ポート               | オーストラリア | イネオス・グレナディアス         |
| 6月6日〜13日     | ツール・ド・スイス                               | リチャル・カラパス             | エクアドル     | イネオス・グレナディアス         |
| 6月26日〜7月18日 | ツール・ド・フランス                             | タデイ・ポガチャル             | スロベニア     | UAE チーム・エミレーツ           |
| 7月31日          | クラシカ・サンセバスティアン                     | ニールソン・パウレス           | アメリカ合衆国 | EFエデュケーション・NIPPO        |
| 8月9日〜8月15日  | ツール・ド・ポローニュ                           | ジョアン・アルメイダ           | ポーランド     | ドゥクーニンク・クイックステップ |
| 8月15日          | サイクラシックス・ハンブルク                     | 中止                           |                |                                  |
| 8月22日          | ブルターニュ・クラシック                         | ブノワ・コスネフロワ           | フランス       | AG2R・シトロエン・チーム         |
| 8月30日〜9月5日  | ベネルクス・ツアー                               | ソニー・コルブレッリ           | イタリア       | バーレーン・ヴィクトリアス       |
| 8月14日〜9月5日  | ブエルタ・ア・エスパーニャ                       | プリモシュ・ログリッチ         | スロベニア     | チーム・ユンボ・ヴィスマ         |
| 9月10日          | グランプリ・シクリスト・ド・ケベック             | 中止                           |                |                                  |
| 9月12日          | グランプリ・シクリスト・ド・モンレアル           | 中止                           |                |                                  |
| 5月1日→9月19日   | エシュボルン＝フランクフルト                     | ヤスパー・フィリプセン         | ベルギー       | アルペシン・フェニックス         |
| 4月11日→10月3日  | パリ〜ルーベ                                     | ソンニ・コルブレッリ           | イタリア       | バーレーン・ヴィクトリアス       |
| 10月9日          | イル・ロンバルディア                             | タデイ・ポガチャル             | スロベニア     | UAE チーム・エミレーツ           |
| 10月14日〜19日   | ツアー・オブ・広西                               | 中止                           |                |                                  |

## 最終成績

### 個人
| 順位 | 選手名                         | 国籍       | チーム                                 | 獲得ポイント |
| ---- | ------------------------------ | ---------- | -------------------------------------- | ------------ |
| 1    | タディ・ポガチャル             | スロベニア | UAE チーム・エミレーツ (UAD)           | 5363         |
| 2    | ワウト・ファン・アールト       | ベルギー   | チーム・ユンボ・ヴィスマ (TJV)         | 4382         |
| 3    | プリモシュ・ログリッチ         | スロベニア | チーム・ユンボ・ヴィスマ (TJV)         | 3924         |
| 4    | ジュリアン・アラフィリップ     | フランス   | ドゥクーニンク・クイックステップ (DQT) | 3104.67      |
| 5    | エガン・ベルナル               | コロンビア | イネオス・グレナディアス (IGD)         | 2576         |
| 6    | ソニー・コルブレッリ           | イタリア   | バーレーン・ヴィクトリアス (TBV)       | 2553         |
| 7    | マチュー・ファン・デル・プール | オランダ   | アルペシン＝フェニックス               | 2467         |
| 8    | アダム・イェーツ               | イギリス   | イネオス・グレナディアス (IGD)         | 2251         |
| 9    | ジョアン・アルメイダ           | ポルトガル | ドゥクーニンク・クイックステップ (DQT) | 2219         |
| 10   | リチャル・カラパス             | エクアドル | イネオス・グレナディアス (IGD)         | 2018         |

### チーム
斜字は、UCIプロチーム
| 順位 | チーム                                               | 所属国           | 獲得ポイント |
| ---- | ---------------------------------------------------- | ---------------- | ------------ |
| 1    | ドゥクーニンク・クイックステップ (DQT)               | ベルギー         | 15641.21     |
| 2    | イネオス・グレナディアス (IGD)                       | イギリス         | 14998.66     |
| 3    | チーム・ユンボ・ヴィスマ (TJV)                       | オランダ         | 12914.67     |
| 4    | UAE チーム・エミレーツ (UAD)                         | アラブ首長国連邦 | 12355.66     |
| 5    | バーレーン・ヴィクトリアス (TBV)                     | バーレーン       | 10429        |
| 6    | アルペシン＝フェニックス                             | ベルギー         | 8251         |
| 7    | ボーラ＝ハンスグローエ (BOH)                         | ドイツ           | 8222         |
| 8    | AG2R・シトロエン・チーム (ACT)                       | フランス         | 7156         |
| 9    | グルパマ・FDJ (GFC)                                  | フランス         | 6715         |
| 10   | イスラエル・スタートアップネーション (ISN)           | イスラエル       | 6704.66      |
| 11   | モビスター・チーム (MOV)                             | スペイン         | 6656         |
| 12   | トレック・セガフレード (TFS)                         | アメリカ合衆国   | 6593.66      |
| 13   | アスタナ・プレミアテック (APT)                       | カザフスタン     | 6469         |
| 14   | アンテルマルシェ・ワンティ・ゴベール・マテリオ (IWG) | ベルギー         | 5571         |
| 15   | コフィディス (COF)                                   | フランス         | 5481         |
| 16   | EFエデュケーション・NIPPO (EFN)                      | アメリカ合衆国   | 5362.33      |
| 17   | アルケア・サムシック (ARK)                           | フランス         | 5000         |
| 18   | ロット・ソウダル (LTS)                               | ベルギー         | 4704         |
| 19   | チーム・バイクエクスチェンジ (BEX)                   | オーストラリア   | 4686.33      |
| 20   | チーム・クベカ・アソス (TQA)                         | 南アフリカ共和国 | 4368.66      |
| 21   | チームDSM (DSM)                                      | フランス         | 3192         |

### 国
| 順位 | 国名           | 獲得ポイント |
| ---- | -------------- | ------------ |
| 1    | ベルギー       | 14364.33     |
| 2    | スロベニア     | 11993        |
| 3    | フランス       | 11541.67     |
| 4    | イタリア       | 10854        |
| 5    | イギリス       | 9960.6       |
| 6    | オランダ       | 9814.66      |
| 7    | スペイン       | 7979         |
| 8    | デンマーク     | 7911.6       |
| 9    | オーストラリア | 7001.66      |
| 10   | コロンビア     | 6796         |
| 40   | 日本           | 698          |